# Opiliosina
Opiliosina is een geslacht van rechtvleugeligen uit de familie krekels (Gryllidae). De wetenschappelijke naam van dit geslacht is voor het eerst geldig gepubliceerd in 2012 door Desutter-Grandcolas.

## Soorten
Het geslacht Opiliosina omvat de volgende soorten:
- Opiliosina meridionalis Desutter-Grandcolas, 2012
- Opiliosina squamifera Gorochov, 2003